# Homme des cavernes
Pour les articles homonymes, voir Homme des cavernes (homonymie).
Ne doit pas être confondu avec un homme préhistorique, ni avec l'homme de Cro-Magnon.

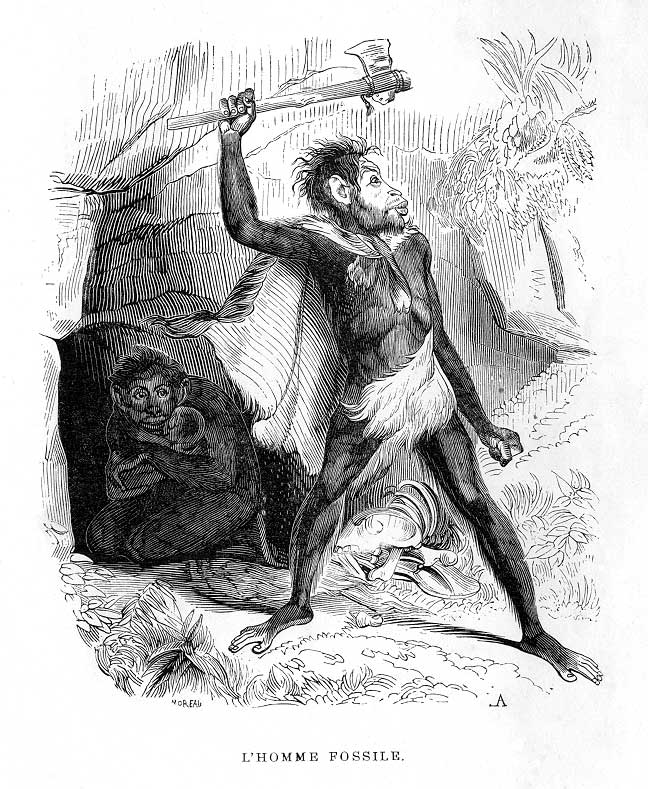
« L'homme fossile », gravure de Moreau extraite de l'ouvrage de fiction préhistorique L'univers avant les hommes, par Pierre Boitard (1861). La représentation stéréotypée de l'homme préhistorique de cette époque, encline à conforter les lecteurs dans leur vision d'un homme simiesque, s'opposant à l'humanité édénique.

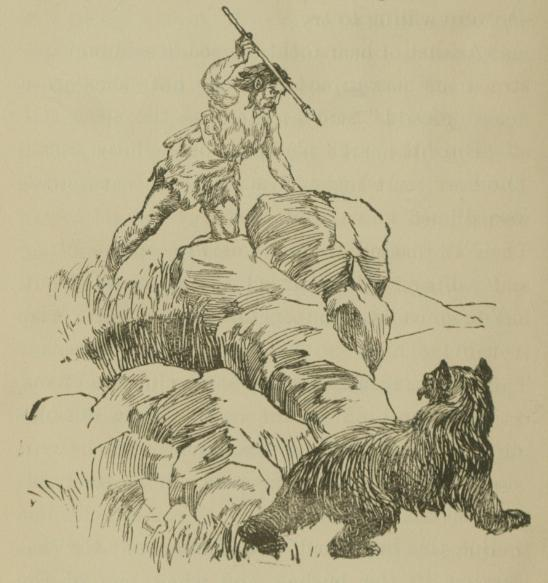
Illustration d'un homme des cavernes chassant un ours brun, The cave boy of the age of stone, Margaret A. McIntyre, ca. 1923.

L'expression « homme des cavernes » est employée improprement dans le langage courant ou par le grand public pour désigner le personnage type de l'homme préhistorique, tels que les hommes de Néandertal ou les Homo sapiens du Paléolithique. Le terme « homme des cavernes » a son équivalent taxonomique dans le désormais obsolète Systema naturæ (Linnaeus, 1758). La notion d'homme des cavernes, répandue au XIXe siècle, a été rendue obsolète par le progrès des connaissances sur les modes de vie des humains de la Préhistoire, qui ne vivaient pas dans des cavernes. 

## Imagerie populaire et réalité scientifique
L'imagerie populaire perçoit l'homme préhistorique comme un sauvage à forte pilosité et/ou vêtu de peaux de bête, maîtrisant difficilement le feu, s'exprimant par grognements dénués de sens, chassant le mammouth à la lance, portant presque en permanence un lourd gourdin de bois à la main, subissant un environnement hostile (« bêtes féroces », éruptions volcaniques, éléments déchaînés, etc.) et s'appropriant une femme en l'assommant puis en la traînant par les cheveux. Il est souvent considéré comme stupide et agressif.
Les recherches scientifiques permettent de nuancer, et souvent de contredire, ce cliché rétrospectif:

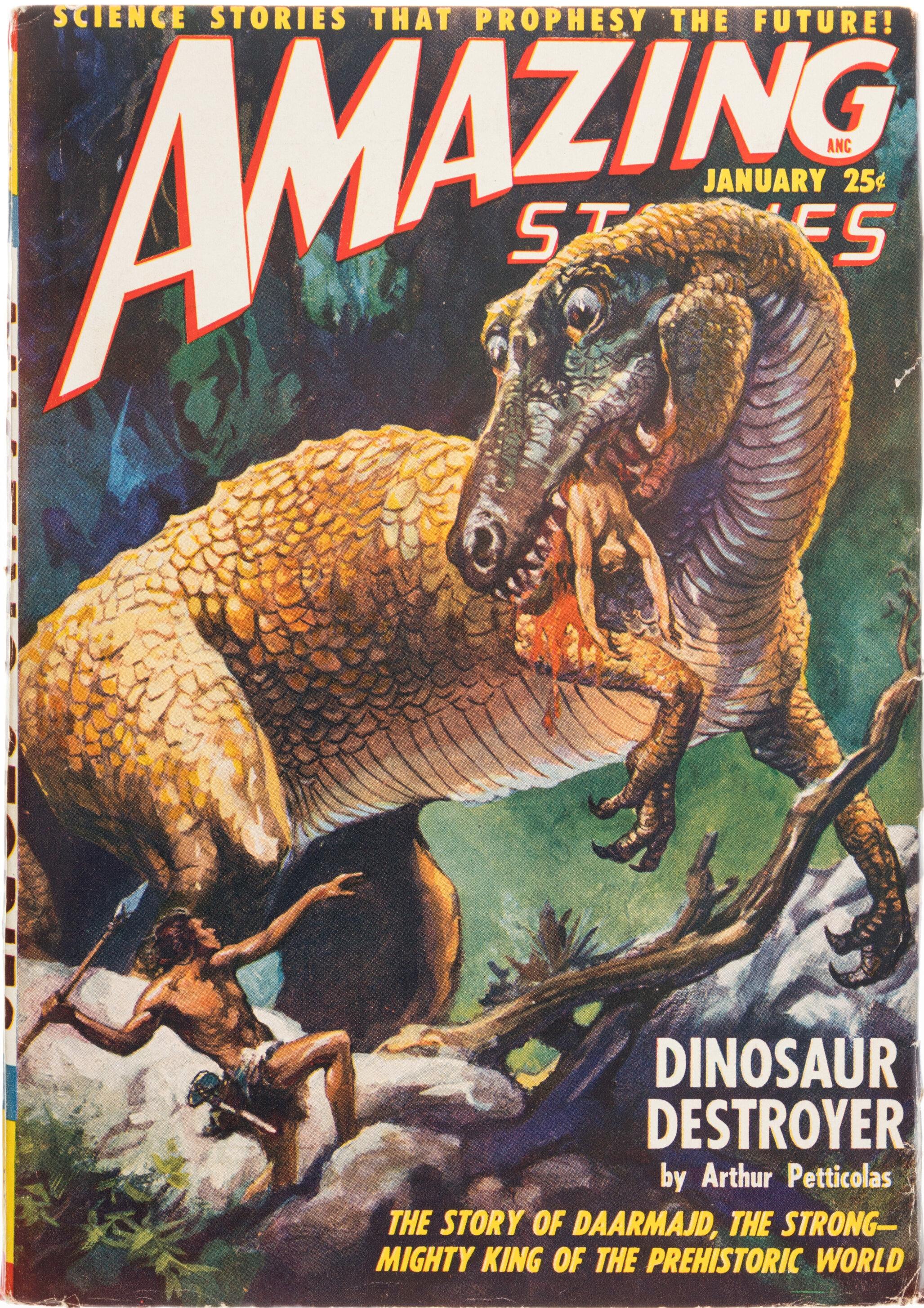
Homme des cavernes face à un dinosaure.

- l'expression homme des cavernes est elle-même erronée car les humains préhistoriques n'ont jamais vécu dans les parties reculées des grottes et ont aussi habité dans des régions qui étaient totalement dépourvues de cavernes (Afrique de l'Est par exemple). Ils ont souvent mis à profit les abris-sous-roche et les porches de grottes pour implanter leurs habitats, mais il ne faut pas perdre de vue que les sites archéologiques se sont mieux conservés dans de tels contextes et y ont également été recherchés préférentiellement[2].
- les humains préhistoriques n'ont pas subi davantage de catastrophes naturelles que les hommes actuels. Ils ont, au contraire, su s'adapter et tirer parti de leur environnement, notamment pour surmonter les baisses de températures des périodes glaciaires.
- enfin, s'ils ont eu à fuir les grands prédateurs, ce n'est sans doute pas avec la fréquence que l'on observe dans les fictions préhistoriques. La représentation courante d'un humain face à un dinosaure est totalement fausse, tous les dinosaures à l'exception des oiseaux s'étant éteints près de 65 millions d'années avant notre ère, bien avant l'apparition des humains.

## Troglodyte

### Paléoanthropologie
Dans la continuité de la notion d'homme des cavernes, le paléoanthropologue Marcellin Boule utilise fréquemment le terme « troglodyte » pour désigner l'homme antropoïde, l'homme de Néandertal, « la brute », « le sauvage »,,.

### Culture populaire
Le troglodyte est une créature imaginaire, issue de plusieurs univers de fiction, vivant dans les profondeurs de la terre. Dans le jeu Heroes of Might and Magic créé par Jon Van Caneghem, les troglodytes sont représentés comme un peuple qui vit dans les cavernes. Par extension, dans l'univers du jeu de rôle sur table Donjons et dragons, le terme troglodyte peut désigner un peuple d'hommes-lézards vivant dans les cavernes,,.